# Piyathip Sansaniyakulvilai
Piyathip Sansaniyakulvilai (Thai: ปิยะทิพย์ ศันสนียกุลวิไล; * 23. Oktober 1972) ist eine ehemalige thailändische Badmintonspielerin.

## Sportliche Karriere
1992 startete Piyathip Sansaniyakulvilai bei Olympia im Damendoppel mit Ladawan Mulasartsatorn. Dort gewannen beide ihr Erstrundenmatch gegen Martine de Souza und Vandanah Seesurun aus Mauritius mit 18:15 und 15:5. In der zweiten Runde verloren sie gegen Gil Young-ah und Shim Eun-jung mit 8:15 und 6:15 und wurden somit in der Endabrechnung Neunte.
National siegte sie bei den Thailändischen Meisterschaften 1987 im Damendoppel mit Jaroensiri Somhasurthai. 1988 und 1989 konnten beide diesen Titel verteidigen. 1992 gewann sie den Damendoppeltitel mit Ladawan Mulasartsatorn.